# 飯沼資宗
飯沼 資宗（いいぬま すけむね）は、鎌倉時代後期の武士。北条氏得宗家の御内人。鎌倉幕府第9代執権北条貞時の執事（内管領）として、絶大な権勢を振るった平頼綱の次男。諱は助宗とも。御内人で国司（安房守）に任命されるケースは稀である。

## 生涯
弘安2年（1279年）9月、得宗領である駿河国富士郡内で「刈田狼藉」を行ったとして日蓮門徒の百姓が捕縛され、頼綱の命で鎌倉の侍所へ連行された、いわゆる「熱原法難」の際、当時13歳（数え年）の資宗が門徒に改宗を迫って鏑矢を射たという（後述関連史料『弟子分帳』を参照）。
正応2年（1289年）9月、得宗政権による将軍すげ替えのため、将軍惟康親王が京都へ送還される。資宗は御内人としては異例の検非違使に任ぜられ、10月に新将軍久明親王を迎えるために上洛した。その際、「流され人ののぼり給ひしあとをば通らじ」と、流罪として送還された前将軍惟康親王の通った跡は通れぬと詠い、箱根を通らず足柄山を越えたという。入洛後は検非違使任官の挨拶回りのため、束帯姿で4,5百騎の武士を従えて上皇御所や摂関家、検非違使別当邸を訪れ、そのありさまを多くの貴族達が大路の傍で見物した。資宗はさらに五位の位を得て、大夫判官となり、御内人としてかつてない栄誉を極めた。直属の上司である検非違使別当は、ある法会の上卿（責任者）を急遽辞して、資宗の訪問を待ち受けている。
この年の3月から鎌倉に滞在していた『とはずがたり』の作者後深草院二条を邸にたびたび招いて和歌会を催している。二条は資宗を「思ったよりも情ある人」と評し、その交流の深さから周囲に仲を疑われたと思わせぶりに描いている。
正応4年（1291年）、一族の長崎光綱・兄の平宗綱らと共に鎮西の訴訟と引付衆による神社・仏寺の裁判迅速化のための監察となるが、彼らの中で官位が最も高い資宗の名は筆頭に記されている。正応5年（1292年）5月に再び上洛し、検非違使として葵祭の行列に加わった。金銀で飾り立てた資宗一行の出で立ちは、見物した正親町三条実躬が日記『実躬卿記』において「その美麗さは、およそ言語の及ぶところではない」と評するほどであった。
賀茂祭の翌年、正応6年（1293年）4月22日、鎌倉大地震での混乱の最中、鎌倉の経師ヶ谷にある頼綱邸で、頼綱の権勢を危険視した貞時の命を受けた武蔵七郎の軍勢に急襲され、父共々滅ぼされた（平禅門の乱）。享年27。『保暦間記』によると、頼綱が資宗を将軍にしようとしたが、兄で嫡男の宗綱は忠心のある人物だったため父の悪行を嘆いて貞時に密かに訴えたという。御内人の賀茂祭り参加は資宗が最初で最後となった。

## 備考

### 関連史料
- 日興『弟子分帳』（『弟子分本尊目録』）より一部抜粋

```
一、富士下方熱原郷住人　神四郎
兄
一、富士下方同郷住人　弥五郎
弟
一、富士下方熱原郷住人　弥五郎
此三人者、越後房弟子廿人内也、弘安元年奉信始処、依舎兄弥藤次入道訴被召上鎌倉、終
仁
被切頸畢、
平左衛門入道
沙汰也、子息
飯沼判官
十三歳
ヒキメヲ以テ散々仁射天可申念仏之旨、再三雖責之、廿人更以不申之間、張本三人
オ
召禁
天
、所令斬罪也、枝葉十七人者、雖令禁獄、終
仁
放畢、其後経十四年、
平入道父子発謀叛被誅畢
、父子コレタヾ事ニアラズ、法華現罰ヲ蒙リ、
```

弘安2年の「熱原法難」（前述参照）の様子を伝える史料である。「ヒキメ」とは、矢の先に鏃をつけず、かわりに朴や桐で作った大型の鏑矢のことで、この時、13歳の資宗は熱原の者二十名をこの「ヒキメ」で射て責めたというが、彼らの信仰は固く、神四郎をはじめ3人の者は斬罪に処され、残り17名も牢獄につなげられた。この史料の末尾では、14年後の平禅門の乱で頼綱（杲円）・資宗父子が滅ぼされたのは、法華の天罰を蒙ったからであると結んでいる。

### 名前の表記について
諱（実名）については、史料によって様々に伝わっており、以下の通りである。
- 『武家年代記』正応年間、久明親王の注記の文中に「廷尉助宗号飯沼判官」とある。
- 『武家年代記』裏書　正応6年4月22日条に「同廿二寅刻、平左者〔ママ、左衛門カ〕入道果円〔ママ、杲円〕、資宗一族被誅、」とある（平禅門の乱の記事）。
- 『実躬卿記』では「助宗」とする記事が多いが、正応6年4月26日条では「資宗」としている[3]。
- 鎌倉幕府の追加法632条では「助宗」とする[4]。

いずれも信憑性の高い当時の史料であり、「資宗」と「助宗」の双方の表記が使われていたことは間違いないが、「資宗」の「資」が祖先と仰ぐ平資盛に通じ、また同族の長崎高資が同字を使用していることから、「資宗」の方が正式な名前であったと考えられている。尚、双方に共通の「宗」字は、8代執権・北条時宗からの一字拝領とみられる。
ちなみに、『系図纂要』や『家伝史料』「関家筋目」では他に「頼盛」や「資綱」の異名を伝えるが、実際に名乗った形跡は確認できない。